# Santa Ana de Trujillo
Santa Ana de Trujillo es un poblado perteneciente al municipio Pampán, ubicado al sureste del Estado Trujillo, uno de los tres estados de Venezuela que forman parte de la Cordillera de los Andes, que se sitúa al oeste de sur América.
Está situado a 56 km de la ciudad de Trujillo la capital del estado homónimo y a 54 km de Boconó. La parroquia civil de nombre homónimo donde se encuentra tiene una población de 7.593 habitantes. Se encuentra a unos 1650 m sobre el nivel del mar y su temperatura promedio anual es de 17,5 °C.
Santa Ana de Trujillo es famosa por haberse ratificado el Tratado de Armisticio y Regularización de la Guerra el 27 de noviembre de 1820 entre Simón Bolívar y Pablo Morillo. El 24 de julio de 1912 en la Plaza Armisticio se inaugura el monumento conmemorativo del abrazo de Bolívar y Morillo al momento de verificar el tratado considerado el principal antecedente del Derecho Internacional Humanitario actual.

## Personajes

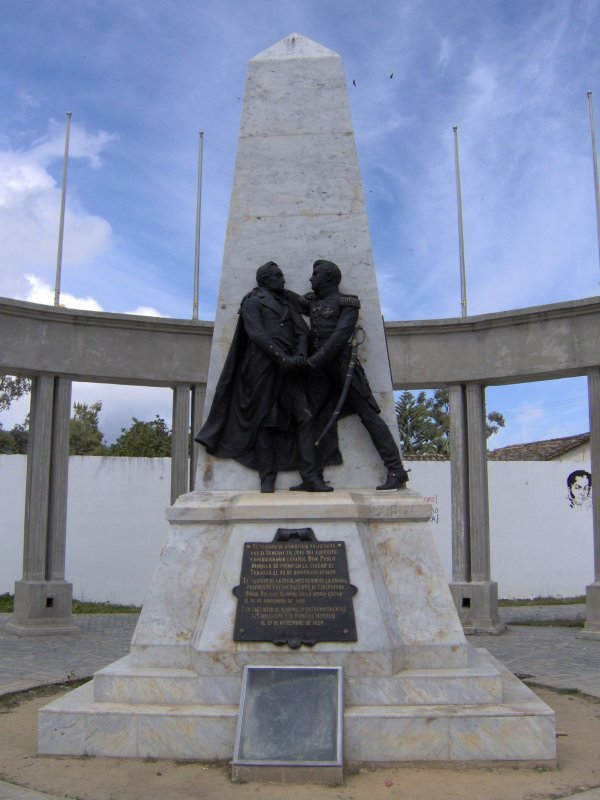
Monumento armisticio.

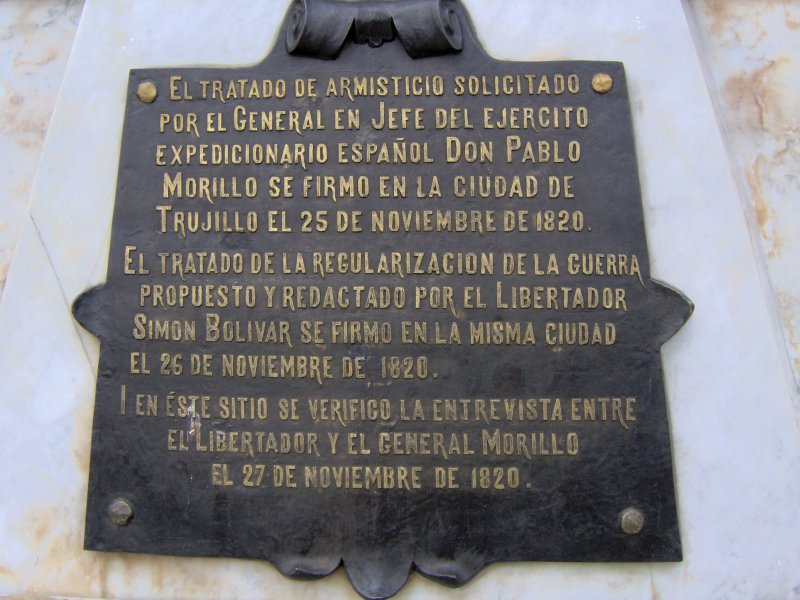
Placa en Monumento armisticio.

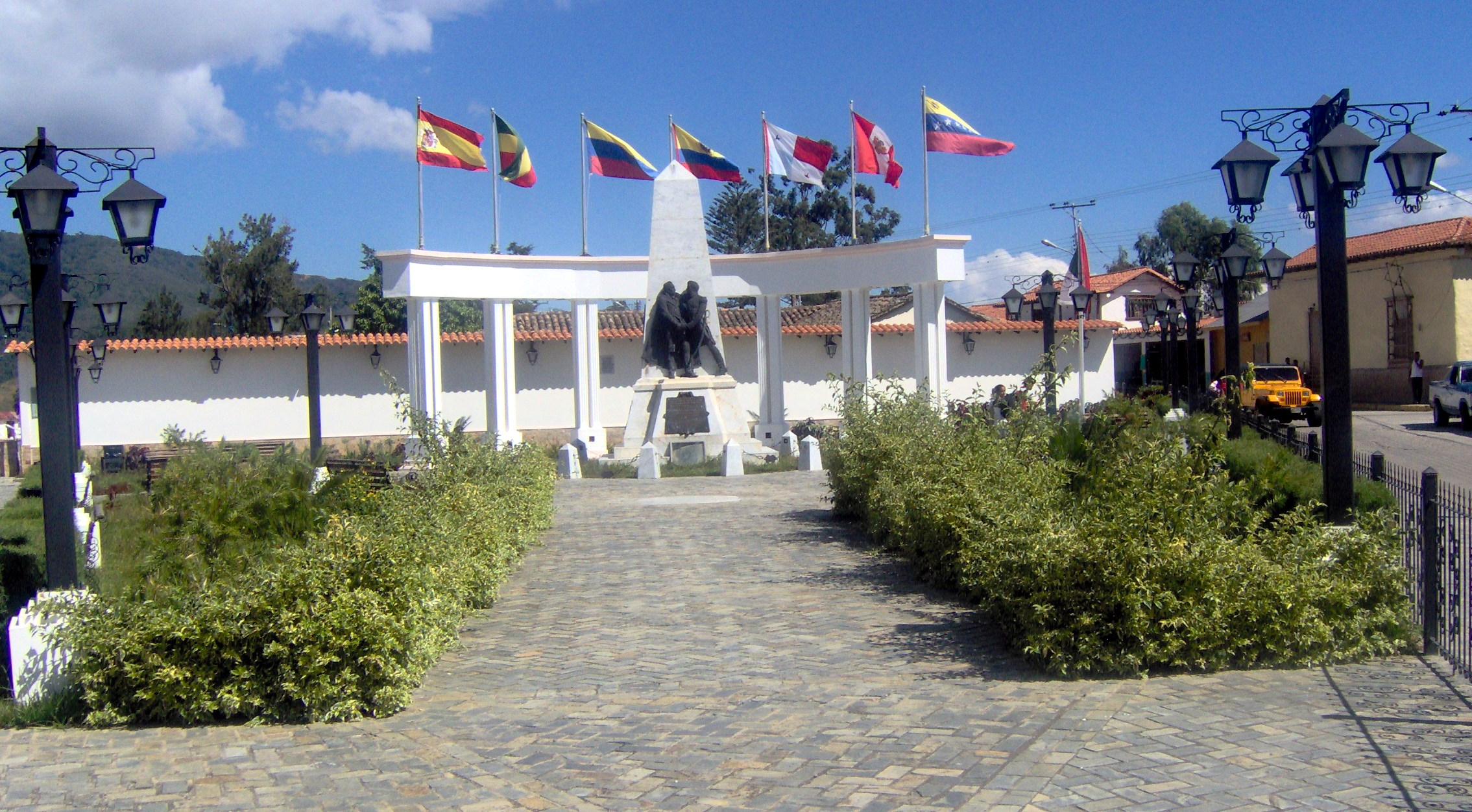
Plaza Armisticio en 2008.

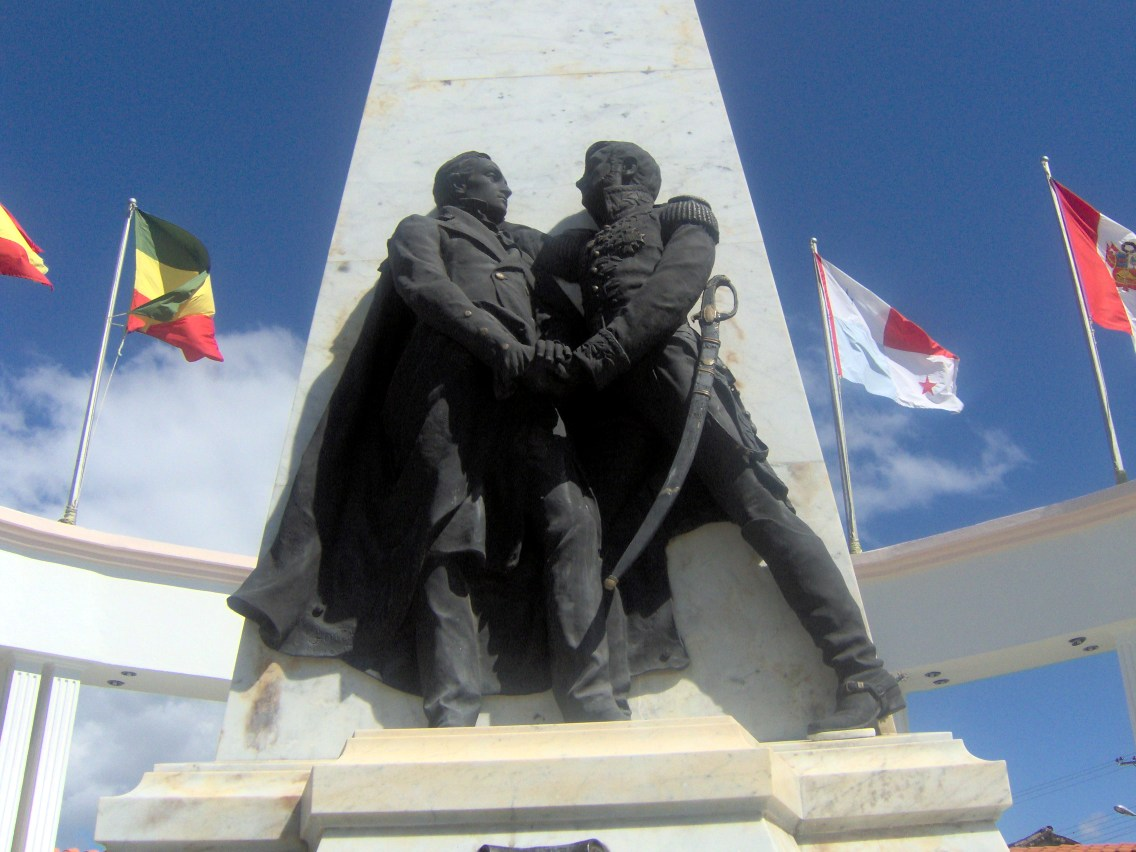
Abrazo de Bolívar y Morillo en 2008.

Dentro de los personajes más prominentes, oriundos de esta población de los Andes Venezolanos se encuentra el Dr. Rafael Ramón Castellanos quien es un insigne diplomático, escritor e historiador, además de ser miembro de la Academia Venezolana de la Lengua y de la Academia Nacional de La Historia, entre sus obras más destacadas esta una completa biografía de Antonio José de Sucre el Gran Mariscal de Ayacucho, además de otros libros referentes a la Historia de Venezuela y de América Latina principalmente de la época independentista.
Algunos de los libros publicados por el Dr. Castellanos:
- Caudillismo y Nacionalismo: De Guzmán Blanco a Gómez. Vida y Acción de José Ignacio Lares[3]
- Los Fantasmas Vivientes de Miraflores[4]
- Historia de la Pulpería en Venezuela[5]
- El Milagroso Médico de los Pobres en Isnotú[6]
- Simón Rodríguez, Pensador Universal y Pulpero de Azángaro[7]
- Un Hombre con más de Seiscientos Nombres: Rafael Bolívar Coronado[8]

- Cuentos Venezolanos[9]
- Ensayos Históricos[10]

## Caseríos
Alrededor de Santa Ana existen zonas rurales denominadas caseríos por ser asentamientos con grandes extensiones de terreno y pocos habitantes, en ellos se desarrolla la agricultura, sin embargo por tener el terreno montañoso de Los Andes una topografía agreste esta debe llevarse a cabo con métodos no mecanizados, por lo que predomina el uso de bueyes ya que estos son más aptos para trabajar las inclinadas laderas de Los Andes Venezolanos. Este método aun cuando no es el más moderno, es el más efectivo siendo utilizado en toda la Región Andina de Sur América.
Los principales productos agrícolas de la Circunscripción de Santa Ana son: café, maíz, fresas, papas, pimentones, entre otros. siendo los caseríos más populosos:
- Vitú

- La Becerrera

- El Llanito

- El Hato

- La Quebradita

- El Jobo

- El Llanito de las Mujeres

- Valle Abajo

- El Zamurito

- Las Virtudes

- El Naranjal
- EL Corozo
- Santa Lucía
- Las Travesías
- El Páramo

- Pueblo Nuevo